# Francisco de Almeida
Francisco de Almeida, també conegut com a Francisco el Grande (Lisboa, ca. 1450 - Aguada de Saldanha, 1 de març de 1510) fou un noble portuguès, militar i explorador. Es distingí primer com a conseller de confiança del rei Joan II de Portugal i més tard en la conquesta de Granada portada a terme pels Reis Catòlics el 1492.
El 1505 Manuel I, rei de Portugal, el nomenà primer virrei de l'Índia portuguesa, on lluità per expulsar els musulmans i venecians del comerç amb Orient. A partir d'aleshores infligí durs càstigs a les flotes i ports musulmans de l'Índia, i és recordat, després de la batalla naval de Diu el 1509, com l'artífex de l'hegemonia portuguesa a l'oceà Índic. Morí en una batalla contra els khoikhoi a Saldanha (Sud-àfrica), i fou enterrat a l'Aguada de Saldanha, prop d'on avui en dia hi ha Ciutat del Cap.
A l'Índia construí les fortaleses d'Anjidiv, Cannanore i Cochin.

## Biografia
Francisco de Almeida nasqué a Lisboa el 1450 i era fill de Lopo de Almeida, primer comte d'Abrantes, i la seva dona Beatriz da Silva. Fou criat a la cort del rei Alfons V de Portugal, i com era costum entre els homes del seu cercle social, s'uní a l'exèrcit de ben jove, on destacà pel seu esperit militar. Se sap que era un home de confiança de Joan II de Portugal i que va prendre part el 1476 en la batalla de Toro, quan el rei portuguès interferí en la successió de Castella.
Més tard lluità en conflictes en diferents parts del Marroc i el 1492 participà, al servei dels Reis Catòlics, en la conquesta de Granada.
El 1505 el rei de Portugal Manuel I el va nomenar virrei de l'Índia portuguesa. Va salpar de Lisboa, amb una flota de vint vaixells, el 25 març de 1505. Una vegada superat el Cap de Bona Esperança va conquerir el sultanat de Kilwa, a la costa de l'actual Tanzània, on va construir una fortalesa. Després atacà i devastà Mombasa (Kenya) i es va apoderar del port de Sofala (Moçambic).
Va arribar a l'Índia i es va establir a Cochin. Des d'allà s'esforçà per contrarestar el poder dels musulmans d'Egipte a l'oceà Índic per així garantir la presència portuguesa. Estava a favor de l'expansió colonial de Portugal, organitzant viatges de descobriment cap a Ceilan i Madagascar. El 3 de febrer de 1509 va derrotar una flota composta per vaixells del Soldanat Mameluc, l'Imperi Otomà i el Sultanat de Gujarat a la batalla de Diu, al nord de Calicut. El mateix any es va convertir en el primer portuguès a atracar a Bombai.
Quan Afonso de Albuquerque va arribar a l'Índia per succeir-lo es va negar a reconèixer les seves credencials i fou empresonat. Després de tres mesos va renunciar al càrrec, alhora que arribava una gran flota de Portugal el novembre de 1509. Almeida s'embarcà cap a Portugal, però morí l'1 de març de 1510 durant una escala, en el camí de tornada, prop de Ciutat del Cap.